# Strage di Borgo Ticino
(Alessandro Griggio)
La strage di Borgo Ticino fu una rappresaglia della seconda guerra mondiale, verificatasi presso Borgo Ticino il 13 agosto 1944 quando, in risposta ad un attacco partigiano a un convoglio tedesco che aveva provocato il ferimento di quattro soldati, vennero fucilati 12 civili scelti a caso tra la popolazione.

## Gli eventi
Il 13 agosto 1944 presso la frazione di borgo san Michele un camion della Wehrmacht che trasportava taniche di benzina fu attaccato da un gruppo di partigiani. L'attacco provocò il ferimento di quattro soldati tedeschi.
Come rappresaglia, in ottemperanza al bando Kesselring, il capitano Waldemar Krumhaar informò il comando delle SS retto dal capitano Holm, che dispose la fucilazione di dodici ostaggi, da prelevarsi dalla popolazione, tre per ogni ferito. Nella fase preparatoria fu richiesta da parte dei tedeschi anche la presenza degli uomini della Xª Flottiglia MAS comandata del tenente Ongarillo Ungarelli. Gli abitanti furono portati nella piazza principale e divisi tra uomini e donne. Dal gruppo degli uomini furono tratti i dodici morituri.
Ma autonomamente il capitano Krumhaar stabilì di incendiare il paese con i lanciafiamme e di far pagare una taglia di 300.000 lire come risarcimento.
Successivamente furono fatti sgombrare con la forza i residenti e il paese fu bruciato. Fino al giorno dopo fu impedito ai residenti di rientrare nel paese e di recuperare le salme per dar loro sepoltura.

## Risvolti processuali
Il 31 marzo 1949 il Tribunale militare territoriale di Torino assolse Waldemar Krumhaar per gli omicidi e l'incendio di Borgo Ticino e lo condannò a 4 anni 5 mesi per saccheggio.
Nel 2012 il comune di Borgo Ticino ha chiesto l'apertura del processo presso il Tribunale Militare di Verona. In data 10 febbraio 2012 si è svolta l'udienza preliminare, dove il giudice ha accettato la richiesta di rinvio a giudizio proposta dal pubblico ministero militare. Unico imputato, l'ex sottotenente di vascello Ernst Wadenpfuhl, novantasettenne al momento del processo, che il 17 ottobre 2012 fu condannato in contumacia all'ergastolo. Wadenpfuhl, condannato per la strage, morì in Germania un mese dopo la sentenza.

## Elenco delle vittime
Uno dei 13 rastrellati, Piola Mario, riuscì a salvarsi. Le 12 vittime furono:
- Cerutti Cesare, 18 anni;
- Ciceri Luigi, 23 anni;
- Fanchini Giovanni, 26 anni;
- Lucchetta Aiberto, 22 anni;
- Meringi Giuseppe, 19 anni;
- Pizzamiglio Benito, 22 anni;
- Silvestri Andes, 29 anni;
- Tosi Francesco, 30 anni;
- Paracchini Olimpio, 28 anni;
- Nicola Narcisio, 23 anni;
- Gattoni Rinaldo, 22 anni;
- Tonioli Cesare, 28 anni.